# مانو بهاكر
مانو بهاكر (من مواليد 18 فبراير 2002) هي لاعبة رامية هندية وحائزة على ميدالية أولمبية فازت بميداليتين برونزيتين في دورة الألعاب الأولمبية الصيفية 2024 في باريس. حصلت على برونزية في حدث مسدس الهواء 10 أمتار للسيدات، لتصبح أول رامية من الهند تفوز بميدالية في أي دورة أولمبية. حصلت على ميدالية برونزية أخرى في حدث مسدس الهواء 10 أمتار المختلط للفرق، لتصبح أول امرأة هندية تفوز بميداليتين في دورة أولمبية واحدة.
فازت بهاكر بالميدالية الذهبية في دورة الألعاب الآسيوية 2022 في مسابقة فريق المسدس 25 مترًا للسيدات. حصلت على ميداليتها الذهبية الفردية في دورة ألعاب الكومنولث 2018 في مسابقة المسدس الهوائي 10 أمتار للسيدات، حيث سجلت رقمًا قياسيًا جديدًا في ألعاب الكومنولث. في وقت سابق أصبحت أصغر هندية تفوز بالميدالية الذهبية في كأس العالم للرماية في عام 2018 في سن 16 عامًا.